# GRASS GIS
Sistemul de asistență pentru analiza resurselor geografice (denumit în mod obișnuit GRASS GIS) este un software pentru sistemul de informații geografice (GIS) utilizat pentru gestionarea și analiza datelor geospatiale, prelucrarea imaginilor, producerea graficelor și hărților, modelării spațiale și temporale și vizualizare. Se ocupa cu date raster, vector topologic, procesare de imagini și date grafice . 
GRASS GIS conține peste 350 de module pentru a reda hărți și imagini pe monitor și pe hârtie; manipulează datele raster și vector, inclusiv rețelele vectoriale; procesarea datelor de imagine multispectrala; și creează, administrează și stochează date spațiale. 
Este licențiat și eliberat ca software gratuit și open-source în baza licenței publice generale GNU (GPL). Se rulează pe mai multe sisteme de operare, inclusiv OS X, Windows și Linux . Utilizatorii pot interfața cu funcțiile software printr-o interfață grafică de utilizator (GUI) sau conectând GRASS prin intermediul altor programe software, cum ar fi QGIS. De asemenea, poate interfața cu modulele direct printr-un shell personalizat lansat de aplicație sau apelând module individuale direct de la un shell standard. Cea mai recentă versiune de lansare stabilă (LTS) este GRASS GIS 7, care este disponibilă din 2015 
Echipa de dezvoltare GRASS este un grup multinațional format din dezvoltatori din multe locații. GRASS este unul dintre cele opt proiecte software inițiale ale Fundației Geospatiale Open Source. 

## Arhitectură
GRASS acceptă datele raster și vectorial în două și trei dimensiuni. Modelul de date vectorial este topologic, ceea ce înseamnă că zonele sunt definite de granițe și centroide; limitele nu se pot suprapune într-un singur strat. În schimb, OpenGIS Simple Features, definește vectorii mai liber, la fel cum face un program de ilustrare vector ne-georeferențiat. 
GRASS este proiectat ca un mediu în care sunt executate instrumente care efectuează calcule GIS specifice. Spre deosebire de alte software-uri de bazate pe GUI, utilizatorul GRASS este prezentat cu un shell Unix care conține un mediu modificat care acceptă executarea comenzilor GRASS, denumite module. Mediul are o stare care include parametri precum regiunea geografică acoperită și proiecția hărții în uz. Toate modulele GRASS citesc această stare și, în plus, li se oferă parametri specifici (cum ar fi hărți de intrare și ieșire, sau valori de utilizat într-un calcul) atunci când sunt executate. Majoritatea modulelor și abilităților GRASS pot fi operate printr-o interfață grafică de utilizator (oferită de un modul GRASS), ca o alternativă la manipularea datelor geografice dintr-un shell. 
Distribuția GRASS include peste 350 de module de bază. Peste 100 de module suplimentare create de utilizatori sunt oferite pe site-ul său web. Bibliotecile și modulele de bază sunt scrise în C. Alte module sunt scrise în C, C ++, Python, shell Unix, Tcl sau alte limbaje de script. Modulele sunt proiectate în conformitate cu filozofia Unix și, prin urmare, pot fi combinate folosind Python sau shell scripting pentru a construi module mai complexe sau specializate, de către utilizatori, fără cunoștință de programare C. 
Există o cooperare între proiectele GRASS și Quantum GIS (QGIS).     Versiunile recente ale QGIS pot fi executate în mediul GRASS, permițând QGIS să fie utilizat ca o interfață grafică ușor de utilizat de GRASS, care seamănă mai mult cu alte programe grafice GIS decât interfața GRASS bazată pe shell. 
Un alt proiect există pentru reimplementarea GRASS în Java ca JGRASS. 

## Istorie
GRASS a fost în continuă dezvoltare din 1982  și a implicat un număr mare de agenții federali din SUA, universități și companii private. Componentele de bază ale GRASS și gestionarea integrării eforturilor în versiunile sale au fost inițial direcționate de către armata americană - Laboratorul de cercetare în inginerie în construcții (SUA-CERL), o filială a Corpului de Ingineri din SUA, din Champaign, Illinois. USA-CERL a completat ultima sa versiune GRASS ca versiunea 4.1 în 1992 și a furnizat cinci actualizări și corecții la această versiune până în 1995. USA-CERL a scris, de asemenea, componentele de bază ale versiunii de tip flotant GRASS 5.0. 
Dezvoltarea GRASS a fost începută de SUA-CERL pentru a răspunde nevoii armatei Statelor Unite pentru software pentru gestionarea terenurilor și planificarea mediului. Un motiv cheie a fost Legea politicii naționale de mediu. Platforma de dezvoltare a fost Unix care rulează pe hardware VAX. În perioada 1982 - 1995, USA-CERL a condus dezvoltarea GRASS, cu implicarea multor altele, inclusiv universități și alte agenții federale. USA-CERL și-a încetat oficial implicarea în GRASS după eliberarea 4.1 (1995), deși dezvoltarea a fost limitată la patch-uri minore din 1993. Un grup format la Baylor University pentru preluarea software-ului, eliberând GRASS 4.2. În acest timp, a fost făcut un port al software-ului către Linux. În 1998, Markus Neteler, actualul lider de proiect, a anunțat lansarea GRASS 4.2.1, care a oferit îmbunătățiri majore, inclusiv o nouă interfață grafică de utilizator. În octombrie 1999, licența software-ului inițial GRASS a fost schimbată în GNU GPL în versiunea 5.0. 
De atunci, GRASS a evoluat într-o suită software puternică, cu o gamă largă de aplicații în multe domenii diferite de cercetare științifică și inginerie. De exemplu, este utilizat pentru a estima potențialul randament fotovoltaic solar cu r.sun.   Începând cu 2015, GRASS este utilizat în medii academice și comerciale din întreaga lume și în numeroase agenții guvernamentale, inclusiv NASA, NOAA, USDA, DLR, CSIRO, Serviciul Parcului Național SUA, Biroul de recensământ al SUA, USGS și multe companii de consultanță de mediu . 
La data de 2015, cea mai recentă versiune stabilă (LTS) este GRASS GIS 7. A fost lansat în 2015, înlocuind vechea filială stabilă (6.4), care a fost lansată în 2011. Versiunea 7 a adăugat multe funcții noi, inclusiv suport de date mari, un motor vectorial topologic 2D/3D rapid, o analiză puternică de rețea vectorială, un cadru temporal complet și multe alte caracteristici și îmbunătățiri. 
La data de 2015, Dezvoltarea GRASS este împărțită în două ramuri: stabilă și de dezvoltare.  Filiala stabilă este recomandată pentru majoritatea utilizatorilor, în timp ce ramura de dezvoltare funcționează ca un testbed pentru noi funcții. 